# Hamelner Jahrbuch
Das Hamelner Jahrbuch liefert laut seinem Untertitel „Beiträge zur Geschichte und Kultur der Stadt Hameln und der Region“. Das vom Museumsverein Hameln seit 2017 unter diesem Titel herausgegebene Jahrbuch bildet die Fortsetzung des älteren Jahrbuchs des Museumsvereins.